# Ухов Іван Сергійович
Іван Сергійович Ухов  (рос. Иван Сергеевич Ухов, 29 березня 1986) — російський легкоатлет.
Отримав золоту медаль на Олімпійських іграх в Лондоні у 2012 році, але пізніше був дискваліфікований за вживання допінгу.

## Виступи на Олімпіадах
| Олімпіада   | Дисципліна       | Місце           |
| ----------- | ---------------- | --------------- |
| Лондон 2012 | стрибки у висоту | дискваліфікація |